# استاندارد محیط زیست
استانداردهای محیط زیست (انگلیسی: Environmental standard) عبارت است از مقررات اداری یا قوانین مدنی که برای بهبود و حفاظت از محیط زیست استفاده می‌شود. این استانداردها توسط یک دولت تعیین می‌گردد و می‌تواند شامل ممنوعیت فعالیت‌های خاص، تعیین تناوب و روش‌های نظارت و نیاز به مجوز برای استفاده از زمین یا آب باشد. استانداردها بسته به نوع فعالیت زیست‌محیطی متفاوت هستند.
استانداردهای زیست‌محیطی، قوانینی قابل محاسبه و قابل اجرا می‌باشند که موجب حفاظت از محیط زیست می‌گردند. عمده این استانداردها بر اساس نظریات مختلف علمی، دیدگاه‌های مردم و زمینه‌های اجتماعی تعیین می‌شوند. در نتیجه، فرایند تعیین و اجرای استانداردها پیچیده‌است و معمولاً در چارچوب‌های حقوقی، اداری یا خصوصی تنظیم می‌شوند.
جامعه انسانی از محیط زیست متمایز است. محیط انسانی فقط محدود به هوا، آب و خاک نیست، بلکه فرهنگ، ارتباطات، همکاری و نهادهای اجتماعی نیز بخش‌هایی از روابط و مناسبات انسانی را تشکیل می‌دهند. استانداردهای زیست‌محیطی باید از طبیعت و محیط زیست در برابر آسیب‌ها محافظت کنند و آسیب‌های گذشته ناشی از فعالیت‌های انسانی را ترمیم سازند.

## توسعه استانداردهای زیست‌محیطی
از لحاظ تاریخی، توسعه استانداردهای زیست‌محیطی تحت تأثیر دو ایدئولوژی رقابتی قرار گرفته‌است: طبیعت‌محوری و انسان‌محوری. طبیعت‌محوری از محیط به عنوان ارزش ذاتی جدا از منفعت انسان استفاده می‌کند، در حالی که انسان‌محوری محیط را به میزانی ارزشمند می‌داند که به انسان کمک کند. این مسئله منجر به مشکلاتی در ایجاد استانداردها شده‌است.
طی چند دهه گذشته، حساسیت مردم نسبت به موضوع محیط زیست و تقاضا برای حفاظت از آن افزایش یافته‌است. این تمایل به سمت محیط زیست‌گرایی، احتمالاً به دلیل افزایش درک پزشکی و علمی و همچنین پیشرفت در ارزیابی عوامل موئر در آسیب‌شناسی محیط زیست ایجاد شده‌است. این ارزیابی‌ها به دانشمندان اجازه می‌دهد تا تأثیر تخریب محیط زیست توسط انسان را بر سلامت انسان و تنوع زیستی که محیط طبیعی را تشکیل می‌دهد، درک کنند. این تحولات در علم برای تعیین استانداردهای محیط زیست بسیار مهم بوده‌است.
استانداردهای زیست‌محیطی اغلب وضعیت مطلوب را تعریف می‌کنند، به عنوان مثال تغییرات pH یک دریاچه را بین ۶/۵ تا ۷/۵ محدود می‌کنند، یا مثلاً نباید بیش از۵۰٪ از جنگل طبیعی، تحت تأثیر حوادث تخریب‌کننده قرار بگیرد. روش‌های آماری نیز برای تعیین حالت‌های خاص و محدود کردن استاندارد زیست‌محیطی قابل استفاده است.
در مسائل زیست‌محیطی، باید همیشه به موضوع عدم قطعیت توجه داشته داشت. اولین قدم برای توسعه یک استاندارد، ارزیابی ریسک خاص آن موضوع است. میزان پیش‌بینی شده برای بروز آسیب احتمالی باید محاسبه گردد. سپس، این ریسک احتمالی باید طبقه‌بندی گردد. سه نوع آسیب مختلف زیست محیطی وجود دارد: تغییرات ناشی از آسیب‌های زیست‌محیطی، آسیب‌های اکولوژیکی در گیاهان و حیوانات و آسیب‌هایی که ممکن است برای سلامت انسان ایجاد شود.
برای پذیرش یک ریسک قابل قبول، با توجه به منافع مشترک مورد انتظار، باید هزینه‌های ناشی از ریسک و هزینه‌های اجتناب‌ناپذیر آن از نظر اجتماعی، متعادل باشند. مقایسه این تعادل با واحدهای پولی دشوار است. علاوه بر این، ریسک‌ها دارای ابعاد چندگانه هستند که باید در پایان این روند، متعادل گردند.
در پروسه متعادل کردن ریسک، مراحل زیر باید در نظر گرفته شوند:
1. ایجاد اهدافی که هم در جهت حفاظت از زندگی، بهداشت و محیط زیست قرار داشته باشد و هم امکان تخصیص منطقی منابع  اجتماعی را فراهم کنند.
2. مطالعه نتایج احتمالی اجرای این اهداف.
3. با در نظر گرفتن هزینه‌های اجتماعی یا خسارت‌ها، از جمله فرصت‌ها و مزایایی که وقتی هیچ‌ یک از گزینه‌های موجود ادامه پیدا نمی‌کنند، پدید می‌آیند.

در این روند متعادل، توزیع عادلانه ریسک‌ها و انعطاف‌پذیری و توجه به حفظ بهره‌وری از محیط زیست نیز باید رعایت شود. علاوه بر استاندارد، یک قانون اجرایی که نشان می‌دهد تحت چه شرایطی استاندارد نقض می‌شود، معمولاً بخشی از این مقررات را تشکیل می‌دهد. مجازات‌ها و روش‌های دیگر برای برخورد با مناطقی که خارج از استاندارد قرار می‌گیرند، ممکن است بخشی از این قانون باشند.

## نهادهای دولتی که استانداردهای زیست‌محیطی را تعیین می‌کنند
استانداردهای زیست‌محیطی توسط بسیاری از مؤسسات مختلف تعیین می‌شود.

### سازمان ملل متحد
سازمان ملل متحد با ۱۹۳ کشور عضو بزرگترین سازمان بین‌دولتی است. سیاست زیست‌محیطی سازمان ملل متحد تأثیر بسزایی در تعیین استانداردهای زیست‌محیطی بین‌المللی دارد. در اجلاس زمین در سال ۱۹۹۲ که در ریو برگزار شد، کشورهای عضو برای اولین بار به تأثیر منفی خود بر محیط زیست اعتراف کردند. طی این بیانیه و اعلامیه هزاره سازمان ملل متحد، اولین اهداف توسعه برای مسائل زیست‌محیطی تعیین گردید.

### اتحادیه اروپا
مقررات زیست‌محیطی اروپا شامل هوا، بیوتکنولوژی، شیمیایی، تغییرات آب و هوایی، اقتصاد محیط زیست، بهداشت، صنعت و فناوری، کاربری زمین، طبیعت و تنوع زیستی، نویز، محافظت از لایه اوزون، خاک، توسعه پایدار، زباله و آب است.
آژانس محیط زیست اروپا (ایی ایی آ) در مورد مسائل زیست‌محیطی، از جمله استانداردهای محیط زیست، با کشورهای عضو این اتحادیه مشورت می‌کند.
استانداردهای زیست‌محیطی تنظیم شده توسط قانون اروپا، شامل غلظت‌های دقیق پارامتریک آلاینده‌ها و همچنین شامل تمرکز روی اهداف زیست‌محیطی که باید در تاریخ‌های خاص به دست آیند، بنا شده‌است.

### ایالات متحده
در ایالات متحده، توسعه استانداردها غیرمتمرکز است. این استانداردها توسط بیش از صد مؤسسه مختلف که بسیاری از آنها خصوصی هستند، تهیه شده‌اند. روش مدیریت استانداردهای زیست‌محیطی یک سیستم جمعی، اما بخش بخش شده‌است و عمدتاً تحت تأثیر بازار قرار دارد. در دولت ترامپ، استانداردهای آب و هوا به‌طور فزاینده‌ای به یک محل مناقشه در جریان سیاست‌های مربوط به گرم شدن کره زمین تبدیل شده‌اند.

## استانداردهای انتشار آلاینده‌های هوا
استانداردهای مربوط به انتشار آلاینده‌ها، مقررات ملی تحت مدیریت آژانس حفاظت از محیط زیست هستند. که میزان و غلظت آلاینده‌های قابل انتشار در جو را برای حفظ کیفیت هوا، سلامت انسان و تنظیم انتشار گازهای گلخانه‌ای مانند دی‌اکسید کربن، نیتروژن اکسید و اکسیدهای گوگرد را کنترل می‌کنند.
این استانداردها برای به‌روز نگه‌داشتن در دو مرحله تعیین می‌شوند. هدف اصلی این است که در هزینه ۱٫۷ تریلیون دلاری سوخت در آمریکا و کاهش میزان انتشار گازهای گلخانه‌ای به میزان ۶ میلیارد تن صرفه‌جویی گردد. ایالات متحده ممکن است مقررات را نیز مشابه استانداردهای محیط زیست تشدید کند. به عنوان مثال، کالیفرنیا استانداردهای انتشار خود را از طریق هیئت هوای آزاد کالیفرنیا تنظیم کرده و این استانداردها توسط برخی از ایالت‌های دیگر نیز به تصویب رسیده‌اند. استانداردهای انتشار، همچنین تعداد آلاینده‌های آزاد شده توسط صنایع سنگین و برق را تنظیم می‌کنند.
استانداردهای فناوری تعیین شده توسط آژانس حفاظت محیط زیست لزوماً استفاده از فناوری‌های خاص را اعمال نمی‌کند، اما حداقل سطوح عملکرد را برای صنایع مختلف تعیین می‌کنند. سازمان حفاظت محیط زیست اغلب با تعیین استانداردهایی که با فناوری‌های فعلی امکان‌پذیر نیست، بهبود فناوری را تشویق می‌کند. این استانداردها همیشه بر اساس عملکردهای برتر صنعت و جهت بهبود کلی و ارتقا آن تنظیم می‌شوند.

## سیاست‌های جاری زیست‌محیطی
آن دسته از سیاست‌های زیست‌محیطی قابل استفاده هستند که می‌توانند مبتنی بر مدیریت زیست‌محیطی، حسابرسی، کنترل، و تکنولوژی عمل کنند، در این وجه از سیاست‌ها، مقررات دیگر حوزه‌ها در ارتباط با یکدیگر عمل می‌کنند، به عنوان مثال، در امر تولید انبوه. علاوه بر این، می‌توان فهمید که ابرشرکت چندملیتی تمایل به تنظیم مقررات دولتی و هماهنگ بین کشورها را دارند و بنابراین به سطح عملی بالاتری از استانداردهای زیست‌محیطی دست می‌یابند. معمولاً گفته می‌شود که شرکت‌ها روی بعد دوم سیاست‌ها تمرکز می‌کنند، مانند ارسال پیام‌های تبلیغاتی یا ارتباطات عمومی و اغلب بر تأثیرات عمومی استانداردهای زیست‌محیطی خود تمرکز می‌کنند تا ایفای یک نقش واقعی و مهم.

## تأثیر سازمان‌های غیردولتی بر استانداردهای زیست‌محیطی

### سازمان بین‌المللی استانداردسازی
سازمان بین‌المللی استانداردسازی (ایزو) متشکل است از تعداد زیادی از سازمان‌های داوطلبانه استاندارد. این سازمان با داشتن ۱۶۳ کشور عضو، از خدمات گسترده‌ای برخوردار است. استانداردهای تعیین شده توسط ایزو، توسط اغلب ملل مختلف به استانداردهای ملی تبدیل شده‌اند. حدود ۳۶۳۰۰۰ شرکت و سازمان در سراسر جهان دارای گواهینامه (ایزو ۱۴۰۰۰) هستند، استانداردهایی برای مدیریت محیط زیست که جهت بهبود عملکرد زیست‌محیطی یک سازمان و جنبه‌های حقوقی و همچنین دستیابی به اهداف زیست‌محیطی ایجاد شده‌اند. بیشتر استانداردهای مدیریت محیط زیست ملی و بین‌المللی شامل ایزو۱۴۰۰۰ می‌باشند. با توجه به اهداف توسعه پایدار سازمان ملل، ایزو چندین خانواده از استانداردها را شناسایی کرده‌است که به اس جی دی ۱۳ (هدف ۱۳ برای توسعه پایدار) که بر اقدامات آب و هوایی جهت گرم شدن کره زمین متمرکز است، کمک می‌کنند.

## صلح سبز
صلح سبز یک سازمان غیردولتی مشهور است که با تنوع زیستی و محیط زیست سر و کار دارد و فعالیتهای این سازمان تأثیر جهانی زیادی در مسائل زیست‌محیطی داشته‌است. صلح سبز توجه عمومی را تشویق می‌کند و دولت‌ها یا شرکت‌ها را وادار می‌کند تا از طریق فعالیت‌هایی که به موضوعات ویژه زیست‌محیطی می‌پردازند، استانداردهای زیست‌محیطی را تنظیم کنند. تمرکز اصلی آنها در مورد جنگل‌ها، دریا، تغییرات آب و هوا و مواد شیمیایی سمی می‌باشد. به عنوان مثال، این سازمان، استانداردی در مورد مواد شیمیایی سمی به همراه بخش منسوجات تعیین کرد که قصد دارد تا سال ۲۰۲۰ همه مواد شیمیایی را از تولید نساجی دور کند.

## اقتصاد
استانداردهای زیست‌محیطی در اقتصاد، توسط محرک‌های خارجی تعیین می‌شوند. اول اینکه شرکت‌ها باید قوانین زیست‌محیطی کشورهایی که در آن فعالیت می‌کنند را رعایت کنند. علاوه بر این، استانداردهای زیست‌محیطی مبتنی بر تعهد داوطلبانه‌ایی هستند که شرکت‌ها خودشان قبول می‌کنند، بدان معنی که شرکت‌ها این استانداردها را به‌طور عملی در کارهای تجاری خود اجرا می‌کنند. این استانداردها باید بیشتر از الزامات مقرراتی دولتی باشند. به این ترتیب اگر شرکت‌ها استانداردهای گسترده‌ای تعیین کنند می‌توانند خواسته‌های سهامداران خود را برآورده سازند.
در روند تعیین استاندارد زیست‌محیطی، سه گونه از دست‌اندرکاران ذی‌نفع تأثیرات اصلی را دارند. اول سهامدار دولت که قوی‌ترین عامل تعیین‌کننده است و پس از آن نفوذ مشتری است که نقش اصلی را در تعیین استانداردها دارند. امروزه، تعداد فزاینده‌ای از افراد در هنگام تصمیم‌گیری برای خرید، عوامل محیطی را در نظر می‌گیرند. سومین عاملی که شرکت‌ها را مجبور می‌کنند استانداردهای زیست‌محیطی را تعیین کنند، شرکت کنندگان صنعتی هستند. اگر شرکت‌ها بخشی از شبکه‌های صنعتی باشند، مجبور به رعایت کدهای رفتاری این شبکه‌ها هستند. این آیین‌نامه رفتاری اغلب برای بهبود اعتبار جمعی یک صنعت تنظیم می‌شود. یک نیروی محرک دیگر برای شرکت کنندگان در صنعت می‌تواند رقابت و واکنش به کار رقبا باشد.
استانداردهای زیست محیطی تعیین شده توسط خود شرکت‌ها را می‌توان به دو دسته تقسیم کرد: سیاست‌های زیست محیطی عملیاتی و پیام ابلاغ شده در تبلیغات و ارتباطات عمومی.

## سیاستهای عملیاتی محیط زیست
این سیاست‌ها می‌توانند مدیریت زیست‌محیطی، حساب‌رسی ویا کنترل یا فناوری باشند. در این بحث، مقررات معمولاً با سایر زمینه‌های شغلی، مانند تولید، ارتباط تنگاتنگی دارند. علاوه براین، می‌توان فهمید که شرکت‌های چند ملیتی تمایل دارند مقررات دولتی محیط زیست را در سراسر کشور هماهنگ کرده و در نتیجه به‌طور عملی می‌توانند از استانداردهایی بالاتر از استانداردهای زیست‌محیطی برخوردار شوند.
غالباً گفته می‌شود که شرکت‌ها بر دو بعد، شامل تبلیغات و ارتباطات عمومی تمرکز می‌کنند. برای تأمین نیازهای سهامداران، شرکت‌ها بر تأثیر عمومی استانداردهای خود جهت انطباق با محیط زیست متمرکز بوده‌اند. اما به‌طور واقعی در اغلب موارد این امر نقش مهم اجرایی ندارد.